# Міссісіпська культура

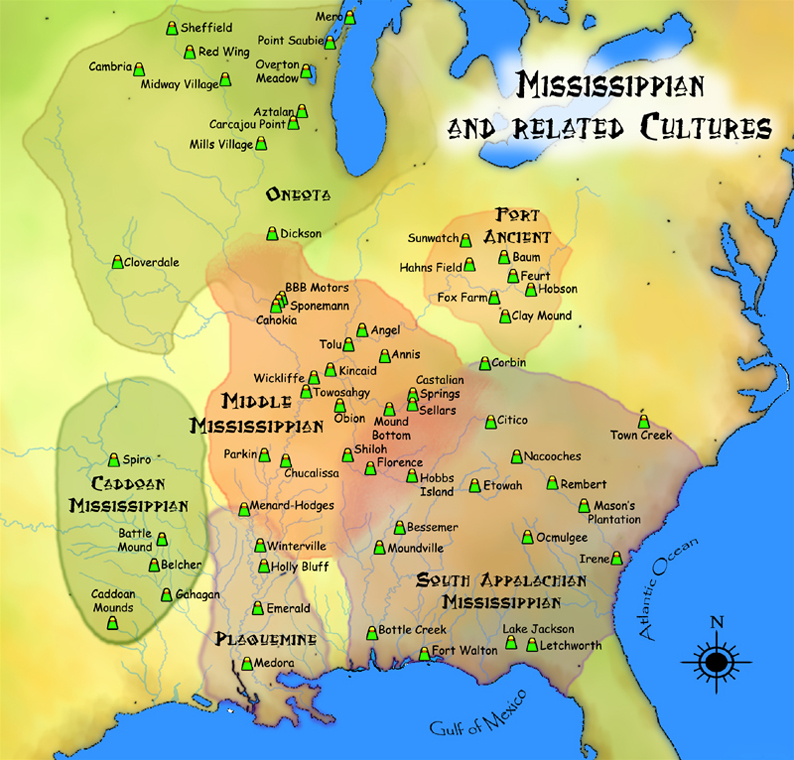
Карта, що показує приблизні території різних міссісіпських та пов'язаних культур.

Міссісіпська культура — цивілізація корінних американців, яка будувала кургани і яку археологи датують приблизно 800—1600 р.н. е., з регіональними коливаннями.
Культура складалась з серії міських поселень та селищ-супутників (передмість), пов'язаних разом нещільною торговою мережею,. Найбільшим містом культури вважається Кахокія, ймовірно великий релігійний центр. Цивілізація простягалась від південних берегів Великих Озер у західному Нью-Йорку та західній Пенсільванії, через сучасний Східний Середній Захід, та у південно-західному напрямку у нижню долину Міссісіпі та огортаючи з сходу південні підніжжя Аппалачіів у південно-східну частину США.
Культура почала розвиток у долині річки Міссісіпі, за якою і названа. Ймовірно у той же час культури у долині притоки — річці Теннессі також почали розвивати характеристики цієї культури. Майже всі датовані ділянки культури є ранішими за 1539—1540 роки (коли Ернандо де Сото досліджував цю територію), за виключенням спільнот Натчез, які дотримувались культурних практик міссісіпської культури до 18-го ст. включно.

## Культурні риси

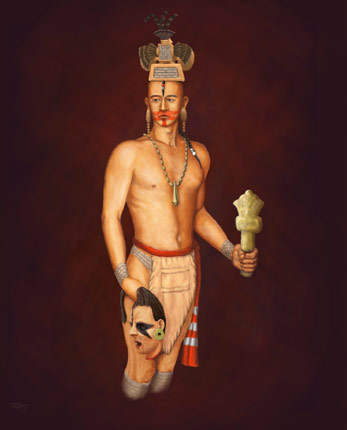
Жрець з церемоніальною кременевою сокирою та відрубаною головою жертви, на основі мідної пластини репуссе

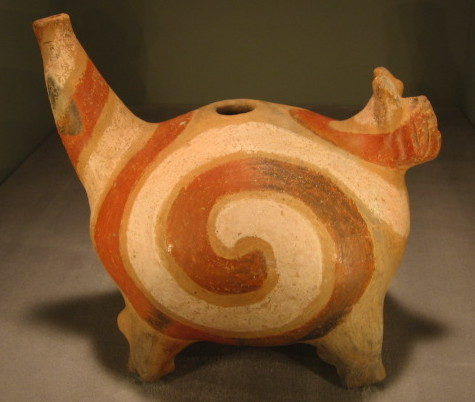
Загартований за допомогою черепашок глечик у формі тварини з завитками, намальованими по глині, курган Роуз, Кросс (округ, Арканзас), США, 1400—1600 рр., 20 см у висоту

Характерними для міссісіпської культури визнаються ряд культурних рис:
1. Будівництво великих земляних пірамідальних курганів з обрізаним верхом, або платформних курганів. Такі кургани зазвичай були квадратними в основі, прямокутними та зрідка — круговими. Споруди (житло, храми, поховальні будинки тощо) переважно будувались згори таких курганів.
2. Засноване на кукурудзі сільське господарство. На більшості ділянок розвиток міссісіпської культури збігся з початком відносно масштабного інтенсивного вирощування кукурудзи, що підтримувало більше населення та народні ремесла.
3. Початок використання річкових (рідше — морських) черепашок для загартування кераміки.
4. Розгалужені торгові мережі, які на заході сягали Скелястих гір, на півночі — Великих озер, на півдні — Мексиканської затоки, та на сході — Атлантичного океану.
5. Розвиток вождівства або складний рівень соціальної ієрархії з використанням вождівства.
6. Розвиток інституціональної соціальної нерівності.
7. Централізація контролю над політичною та релігійною владою в руках одного або кількох осіб.
8. Початок ієрархії поселень, коли один великий центр (з насипами та курганами) мав чіткий вплив та контроль над рядом менших спільнот, які могли мати або не мати меншу кількість курганів.
9. Початок використання атрибутів Південно-східного церемоніального комплексу (ПСЦК, інша назва — Південний культ), який вважається системою вірувань носіїв міссісіпської культури. Предмети Південного культу знаходили на ділянках міссісіпської культури від Вісконсину (Ацталанський парк штату) до узбережжя Мексиканської затоки, та від Флориди до Арканзасу і Оклахоми. ПСЦК часто пов'язують з ритуальними іграми, наприклад чанкі.

Міссісіпська культура не мала системи письма або архітектури з каменю. Вони обробляли природні родовища металів, знали кування та нормалізацію міді для ритуальних об'єктів, таких як міссісіпські мідні плити та інші прикраси, але не виплавляли залізо та не мали бронзової металургії.

## Хронологія
Міссісіпський період як правило поділяється на три або більше хронологічних періоди. Кожен період має певну історичну визначеність, яка має регіональні відмінності. На окремій ділянці кожен період може датуватись раніше або пізніше, в залежності від швидкості розвитку або сприйнятті окремих характеристик цієї культури. «Міссісіпський період» не слід плутати з «Міссісіпською культурою», адже період — це хронологічна стадія, а культура — культурні спільні риси, які характеризують це суспільство.
- ранній міссісіпський період (бл. 1000—1200 рр.) розпочався одразу після переходу від пізнього лісного способу життя (500—1000 рр.). Різні групи відкинули племений спосіб життя на користь зростання складності, осілості, централізації та сільського господарства. Наявність надлишку врожаю кукурудзи та принади регіональних вождівств призвели до швидкого зростання населення у великих центрах.
- середній міссісіпський період (бл. 1200—1400 рр.) є вершиною міссісіпської доби. Розширення великої метрополії та церемоніального комплексу у Кахокії (Іллінойс), формування інших складних вождівств та поширення та розвиток мистецтва і символізму ПСЦК є характерними змінами цього періоду. Характеристики міссісіпської культури, перелічені у попередньому розділі, поширились по всьому регіону.
- пізній міссісіпський період (бл. 1400—1540 рр.) характеризується збільшенням кількості військових сутичок, політичною нестабільністю та переміщенням населення. Населення Кахокії залишило місто на початку цього періоду (1350—1400 рр.), можливо мігрувавши до інших політичних центрів, які виникали. На ділянках цього періоду можна бачити більше оборонних споруд, а деколи і спад будування курганів, і зменшення масштабного, публічного церемоніалізму. Хоча в деяких місцинах фактично тривала середньо-міссісіпська культура до часів першого значущого контакту з європейцями, населення більшості територій полишило великі поселення або відчувало жорсткий соціальний стрес вже на 1500 рік.[7][8][9] Разом з сучасними їм анасазі, ці культурні колапси відповідають по часу глобальній зміні клімату Малого льодовикового періоду. Науковці припускають, що посуха, зменшення врожаїв кукурудзи, вирубка лісів та надмірне полювання населенням, сконцентрованим на невеликій території, змусило їх полишити великі міста. Цей період завершився контактом з європейцями у 16-му ст.

## Регіональні відмінності

### Середньо-міссісіпська

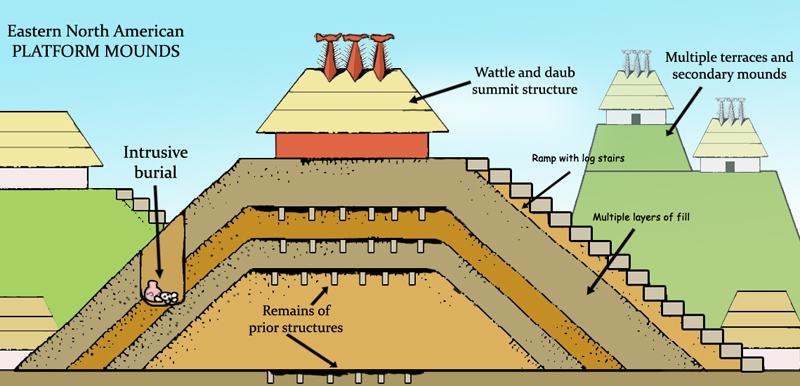
Діаграма кургану міссісіпського культурного періоду, яка показує численні шари будівництва кургану, структури кургану (святилища або поховальні комплекси), рампи з дров'яними сходами, попередні структури під пізнішими шарами, численні тераси та інтрузивні поховання.

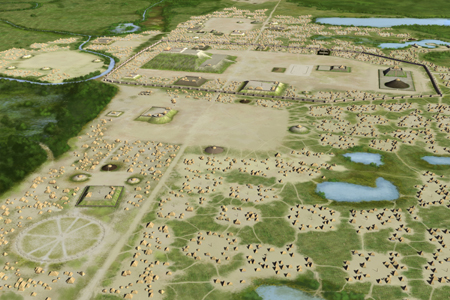
Кахокія, найбільша ділянка міссісіпської культури

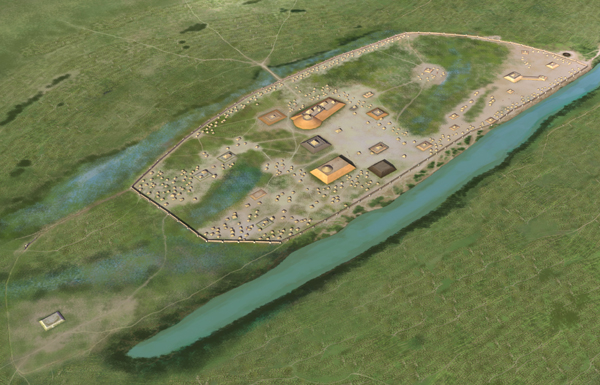
Кінкейд, з його платформними курганами та оточуючим палісадом

Термін середньо-міссісіпська також використовується для опису ядра території класичної міссісіпської культури. Ця територія покриває центральну долину річки Міссісіпі, нижню долину річки Огайо та більшу частину Середнього Півдня США, включаючи західну та центральну частину Кентуккі, західну частину Теннессі та північні частини Алабами та Міссісіпі. Ділянки на цій території часто включають великі церемоніальні платформні кургани, житлові комплекси та часто оточені земляними ровами та валами або палісадами.
Середньо-міссісіпська культура, особливо держава Кахокіа поблизу Іст-Сент-Луїс, Іллінойс, мала великий вплив на сусідні суспільства. Високостатусні артефакти (включно з кам'яними статуетками та елітною керамікою), які асоціюють з Кахокією, були знайдені далеко за межами зазначеної вище території середньо-міссісіпської культури; знайдені також і місцеві копії цієї кераміки.
- Кахокія: найбільша та найбільш складна ділянка міссісіпської культури та найбільше доколумбове поселення на північ від Мехіко, вважається і найбільш впливовою.
- Кургани Ангел: Вождівство у південній Індіані поблизу Евансвіля. Деякі археологи вважають, що пізньо-міссісіпська каборн-велборнська культура розвинулась з народу фази Ангел бл. 1400 року та проіснувала до бл. 1700 р.[11]
- Ділянка Кінкейд: великий центр курганів міссісіпської культури у південному Іллінойсі через річку Огайо від міста Падука, Кентуккі.
- Маундвіль: разом з Кахокією є однією з двох найбільш важливих ділянок ядра міссісіпської культури,[12] розташована поблизу Таскалуса (Алабама).
- Ділянка Паркін: типова ділянка «Паркінської фази» пізньої міссісіпської культури. Багато археологів вважають, що саме вона є провінцією Каскуй, яку відвідав Хернандо де Сото 1542 року.[13]

### Міссісіпська Південних Аппалачів

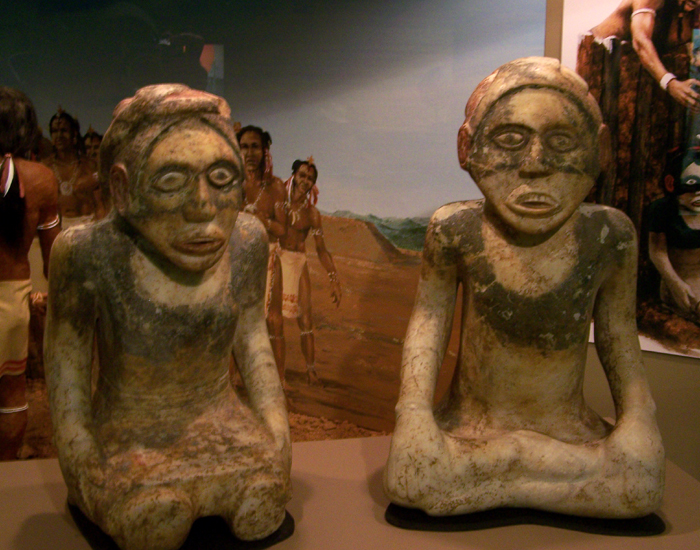
Кам'яні статуї, знайдені на ділянці Ітова

Термін Південно-аппалацький провінційний був вперше використаний В. Х. Холмсом 1903 року для опису регіонального стилю кераміки на північному сході, який вирізнявся поверхневими орнаментами, виконаними різьбленими дерев'яними дошками. До кінця 1960-х археологічні дослідження продемонстрували схожість культури, що створювала цю кераміку, та середньо-західного міссісіпського патерну, визначеного 1937 року Середньо-західною таксономічною системою (англ. Midwestern Taxonomic System).
1967 року Джеймс Б.Гріффін запропонував назву 'Міссісіпська Південних Аппалачів' для опису знань про народи Південного Сходу США. Ділянки міссісіпської культури Південних Аппалачів поширені по цілісній території, яка охоплює штати Алабама, Джорджія, північну частину Флориди, Південна Кароліна, центральну та західну частину Північної Кароліни та Теннессі. Хронологічно міссісіпська культура почала чинити вплив на цю територію пізніше, ніж на територію середньо-міссісіпської культури на північний захід (бл. 1000 року у порівнянні з бл. 800 року), тому вважається, що народи цієї території запозичили характеристики міссісіпської культури від своїх північно-західних сусідів.
Типові поселення були розташовані на заливних долинах річок та включали селища з захисними палісадами, що оточували платформні кургани та житлові ділянки. Найкращими прикладами є ділянки Ітова (англ. Etowah) та Окмулджі (англ. Ocmulgee), обидві у Джорджії.

### Каддоанська міссісіпська

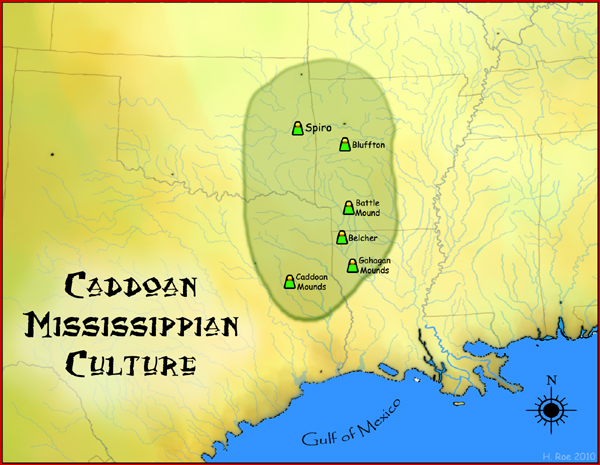
Мапа каддоанської міссісіпської культури

Каддоанська міссісіпська, регіональний варіант міссісіпської культури, була поширена на великій території, включно зі східною Оклахомою, західним Арканзасом, північно-східним Техасом та північно-західною Луїзіаною. На основі археологічних свідчень, науковці дійшли висновку про культурну неперервність від доісторичних часів до сучасності, і що народ каддо та пов'язані носії каддоанських мов у доісторичні часи і на час першого контакту з європейцями є прямими предками сучасного народу оклахомських кеддо.
Клімат на цій території є сухішим, ніж у східних лісах (Вудлендс), що заважало вирощуванню кукурудзи, а менша населеність на західніших долинах можливо означала меншу кількість ворожих вождівств. Основні ділянки, такі як Спайроу-Маундз та Баттл-Маунд, розташовані у долинах річок Арканзас та Ред Рівер, які є найбільшими та найбільш родючими водними шляхами каддоанського регіону і де вирощування кукурудзи було б найбільш продуктивним. На ділянках зазвичай відсутні дерев'яні палісадні укріплення, часто присутні у великих містах середньої міссісіпської культури. Припускають, що живучи на західному краї міссісіпського світу, каддоанці могли мати менше військових загроз від сусідів. Їх суспільства також, ймовірно, мали дещо нижчий рівень соціальної стратифікації.
Народності каддо були носіями однієї з багатьох каддоанських мов, які колись мали широке географічне поширення, але більшість зараз вимерли. Сучасні мови у родині мов каддо включають каддо та пауні, якими тепер розмовляють переважно старі люди.
Коли Ернандо де Сото на початку 1540-х здійснив експедицію у ці місця, він зустрів кілька груп місцевого населення, які на думку сучасних науковців належали до народностей носіїв каддоанських мов. Каддо того часу складались з багатьох племен та були об'єднані у три конфедерації — хасінай, кадохадачо та натчітохес, які всі були пов'язані схожими мовами.

### Плакемінська міссісіпська

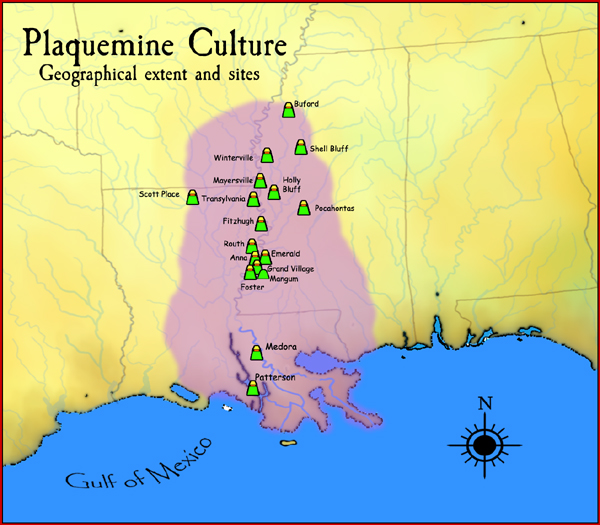
Мапа, що показує географічне розташування плакемінської культури та деякі її основні ділянки

Плакемінська культура — археологічна культура у нижній долині річки Міссісіпі у західній частині штату Міссісіпі та східній частини штату Луїзіана. Гарними прикладами цієї культури є ділянка Медора (типова ділянка для ціє\ культури та періоду) у окрузі Вест-Батон-Руж, Луїзіана, та ділянки Анна, Смарагдовий курган, Вінтервіль та Холлі Блафф у штаті Міссісіпі. Плакемінська культура була сучасною середньо-міссісіпській культурі ділянки Кахокія. Вона вважається предком народів натчез та таенса.
- Смарагдовий курган: ця плакемінська ділянка розташована поблизу Стентона, Міссісіпі, на Натчез Трейс Парквей. Вона датується між 1200 та 1730 роками. Платформний курган є другою найбільшою доколумбовою спорудою у США, і поступається лише Монкс-Маунд у Кахокії.
- Гранд-Вілледж Натчез: головне поселення народу натчез, з трьома курганами. Єдина ділянка з курганами, які використовувалась та утримувалась в історичні часи.

## Пов'язані сучасні народи
Народи міссісіпської культури майже напевно були предками більшості сучасних народів корінних індіанців, які жили і живуть у цьому регіоні в історичну добу. Історичні та сучасні народи, які вважаються нащадками міссісіпської культури, включають: алабама, апалачі, каддо, чікасо, черокі, чокто, мускоджі крик, гуале, хітчіті, хоума, канса, міссуріа, мобілійці, натчез, осаж, куапау, семіноли, туніка-білоксі, ямасі та ючі.

## Контакт з європейцями

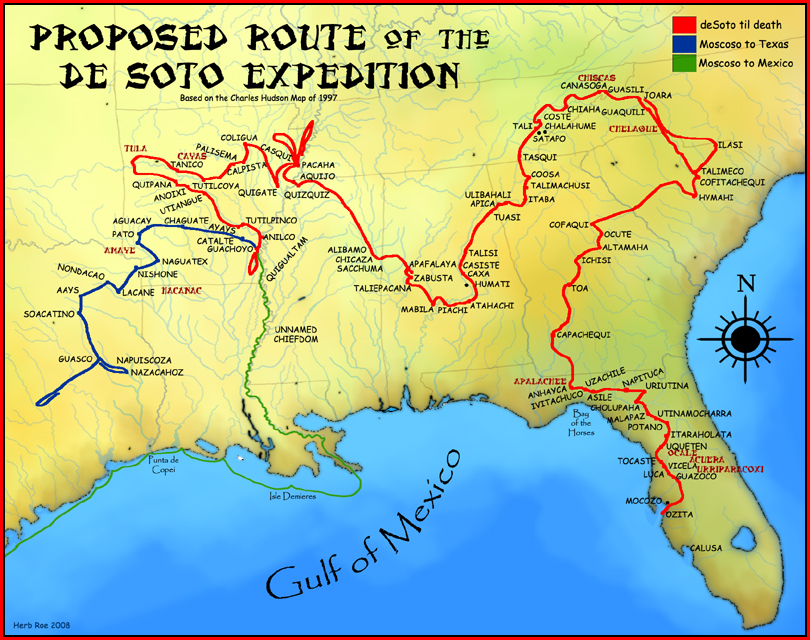
Карта, яка показує маршрут де Сото по південному сходу США

Науковці вивчали записи завойовницької експедиції Ернандо де Сото 1539—1543 рр. про його контакти з носіями міссісіпської культури, коли він відвідував їх поселення на Південному сході і у деяких селах він зупинявся на місяць та більше. Деякі зустрічі були ворожі, деякі більш мирні; у деяких випадках, здається, що де Сото та його люди були використані як засіб або соратники у довготривалих сутичках місцевих племен — так в одному з описів де Сото вів перемовини щодо встановлення миру між народами пакаха та каскуй.
У його пізніших зустрічах загинула десь половина іспанців та декілька сотень індіанців. Хроніки де Сото є одними з найперших документів, написаних про носіїв міссісіпської культури та є безцінним джерелом про їхні культурні практики. Раніше експедиції де Сото були написані хроніки експедиції Нарваєса, звідки де Сото дізнався про Новий Світ.
Після поразки та втечі експедиції де Сото, народи міссісіпської культури деякий час продовжували розвиток із незначним прямим впливом європейців. Однак непрямо європейський вплив драматично змінив корінні суспільства східних США. Оскільки в індіанців не було імунітету до нових інфекційних хвороб, таких як кір та натуральна віспа, епідемії забрали стільки життів, що був підірваний соціальний порядок багатьох вождівств. Деякі групи почали використання європейських коней та перейшли до кочівництва. Політична структура у багатьох місцях була зруйнована.
У Хоара, біля Моргантона, Північна Кароліна, корінні американці міссісіпської культури контактували з іспанськими колонізаторами експедиції Хуана Пардо, який 1567 року збудував там базу Форт Сан Хуан, що вважається першою європейською колонізацією внутрішніх районів майбутніх США. Існують і документація експедиції, і археологічні свідчення з форту та культури корінних американців. Солдати розташовувались у форті бл. 18 місяців (1567—1568) до того, як їх вбили індіанці та зруйнували форт (вони також вбили солдатів 5 інших фортів; вціліла лише 1 людина зі 120). На місці форту були знайдені іспанські артефакти 16-го ст.
На час написання інших документальних свідчень, міссісіпський спосіб життя вже невідворотно змінився. Деякі групи зберегли зв'язок через усну традицію зі своїм минулим будівників курганів, наприклад черокі кінця 19 ст. Інші групи корінних американців, які мігрували на сотні миль та втратили старійшин через хвороби, не знали, що їх предки збудували кургани, розкидані по ландшафту. Це сприяло появі міфу про Будівельників курганів як народу, відмінного від корінних американців, який був жорстко відкинутий Сайрусом Томасом 1894 року.